# Katastrofa autobusu w Peru (2013)
Katastrofa autobusu miała miejsce 12 października 2013, w dystrykcie Santa Teresa, w prowincji La Convención w Peru. W katastrofie zginęło 51 osób.
Katastrofie uległa specjalnie przystosowana ciężarówka, która służyła jako autobus. Ciężarówką wracali do domów z zabawy, ze stolicy prowincji Santa Terasa, Indianie z plemienia Keczua. Na trudno dostępnej górskiej drodze pojazd spadł z wysokości ponad 200 metrów do rzeki Chaupimayo. Ekipy ratownicze, które przybyły szybko na miejsce przez całą noc przeszukiwały rejon, gdzie spadł autobus znajdując niektóre ciała ofiar w odległości nawet 100 metrów od szczątków ciężarówki.